# Melanin
Melanin (gr. μέλας (mèlas) - črno) je temen pigment (rdečkaste, rjave ali črne barve), ki daje pri človeku barvo kože, las in oči. Nastaja z encimsko oksidacijo tirozina. Nahaja se tudi pri drugih vretenčarjih, žuželkah, v črnilu, ki ga proizvajajo sipe, ter tudi v mikroorganizmih in rastlinah. Pri človeku nastaja v posebnih celicah, imenovanih melanociti, ki se nahajajo predvsem v koži in v šarenici.

## Melanin pri ljudeh in živalih
Pri ljudeh se pojavljata zlasti dve obliki melanina:
- evmelamin, ki je rjavočrne barve in nastaja iz tirozin in iz L-dope;
- feomelanin je svetlejši, rumenkastordeč in vsebuje žveplo.

Obstaja tudi druge različice, tako imenovani alomelanini, ki nastajajo iz hidroksibenzola in so prisotni v rastlinah, glivah in bakterijah. Praviloma so molekule melanina povezane z lipidi ali beljakovinami. V živčevju človeka se v odrasli dobi pojavlja črni nevromelanin, ki je stranski produkt sinteze živčnih prenašalcev (nevrotransmiterjev), in sicer dopamina v črni substanci (latinsko substancia nigra) v srednjih možganih (mezencefalonu) ter kateholaminov v locus ceruleusu v mostu (ponsu), prisoten pa je tudi v hrbtnem (dorzalnem) jedru vagusnega živca (X. možganski živec).
Melanin v človeški koži in očeh je mešane oblike evmelanina in feomelanina; tip kože je med drugim odvisen od razmerja obeh oblik. Temnordeči lasje vsebujejo posebej veliko feomelanina; manj ga je v rjavih in še manj v črnih laseh. Proizvodnja melanina se pospeši v prisotnosti ultravijoličnih žarkov UV-B; melanin ščiti pred škodljivimi vplivi ultravijoličnega sevanja. Eden od dokazov za zaščitno vlogo melanina je dejstvo, da je pri ljudstvih, ki so močneje pigmentirani, manj primerov kožnega raka, ki ga povzročajo žarki UV (melanom).
Barva oči je odvisna od količine melanina v rahlo ožiljenem vezivu, imenovanem stroma (latinsko stratum nonvasculosum), in pigmentnem epiteliju šarenice ter od števila oz. gostote melanocitov v stromi. Če je v stromi majhno število melanocitov, se bo svetloba odbijala od zadajšnega pigmentnega epitelija šarenice, med potovanje preko strome šarenice pa bo prišlo do sipanja svetlobe, tj. do Tyndallovega sipanja, kar bo dajalo modro barvo oči. Z naraščanjem števila melanocitov se barva oči spreminja od zeleno-modre, preko sive do rjave in črne barve.

## Melanogeneza
Melanogeneza poteka pod vplivom encima tirozinaze, ki se nahaja v melanosomih. Tirozin se pretvori v 3,4-dihidroksi-fenilalanin (DOPA), nakar se DOPA oksidira v dopakinon, ki se v nadaljnjih reakcijah pretvori končno v oligomere melanina. Sončnenje v resnici poveča število melanosomov ob nespremenjenem številu melanocitov; rasnih razlik v številu melanocitov ni. Motnje pigmentacije, kot sta albinizem in vitiligo, so posledica izgube sintetske sposobnosti melanocitov.

### Nadzor
Veliko dejavnikov vpliva na melanogenezo, čeprav mehanizmi niso popolnoma razjasnjeni. Melanokortini, tj. skupina peptidnih hormonov kot je sproščevalni hormon melanotropina (MSH) oz. melanoliberin, se vežejo na melanokortinske receptorje in spodbudijo nastajanje melanina. Obstaja možnost, da melanokortini vplivajo tudi na apetit in spolno aktivnost. Tudi presnovki (metaboliti) vitamina D, retinoidi, forskolin, kolera toksin, izobutilmetilksantin, analogi diacilglicerola in seveda UV svetloba tudi sprožijo melanogenezo, s tem pa pigmentacijo.